# جون روبرتسون (لاعب كريكت)
جون روبرتسون (بالإنجليزية: John Robertson)‏ (10 مايو 1809 في جامايكا - 8 مارس 1873 في المملكة المتحدة) هو لاعب كريكت بريطاني (وحمل سابقاً جنسية المملكة المتحدة لبريطانيا العظمى وأيرلندا). لعب مع نادي الكريكت في جامعة أكسفورد ‏.